# Frønningen

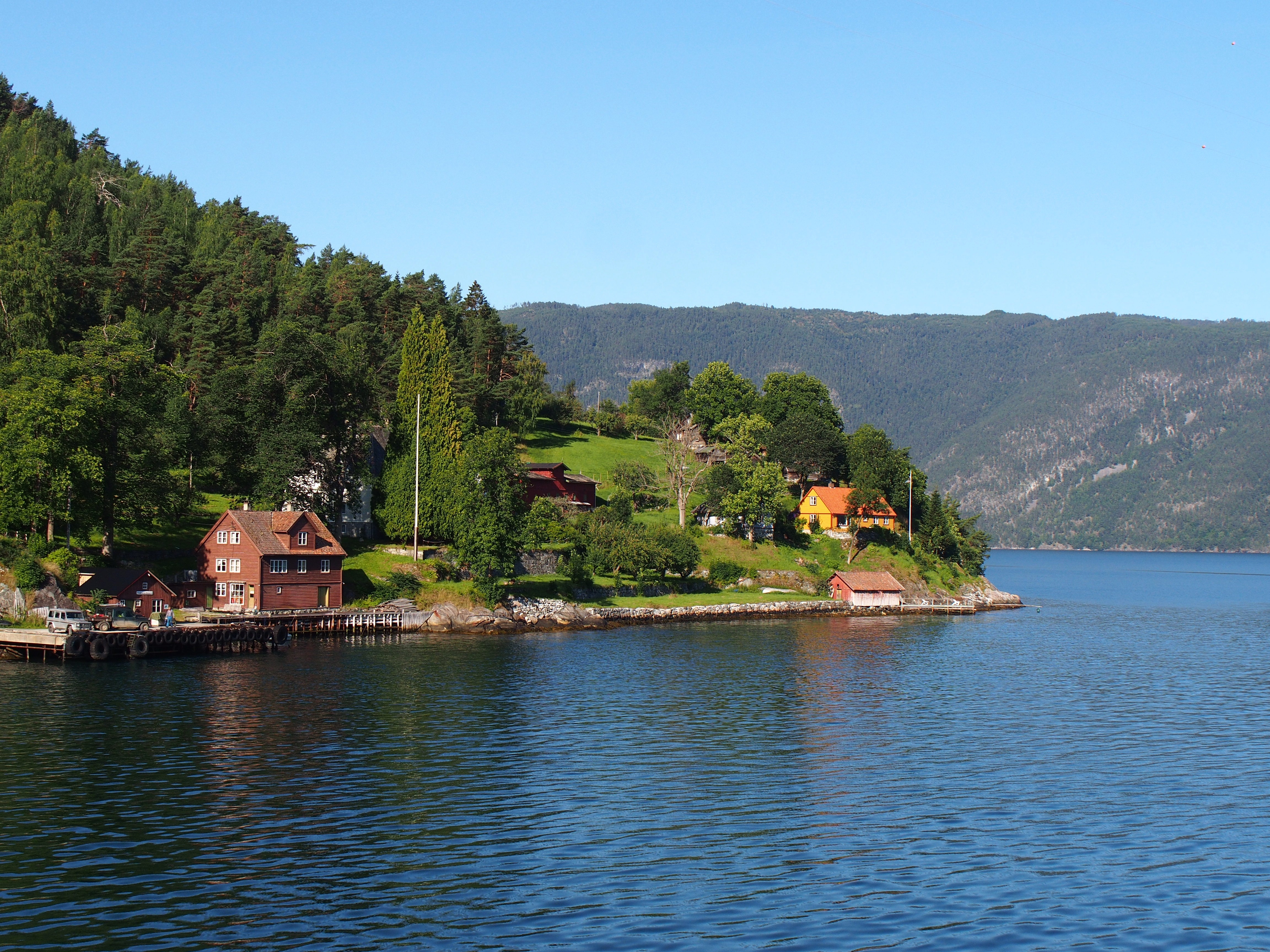
Frønningen, 2013

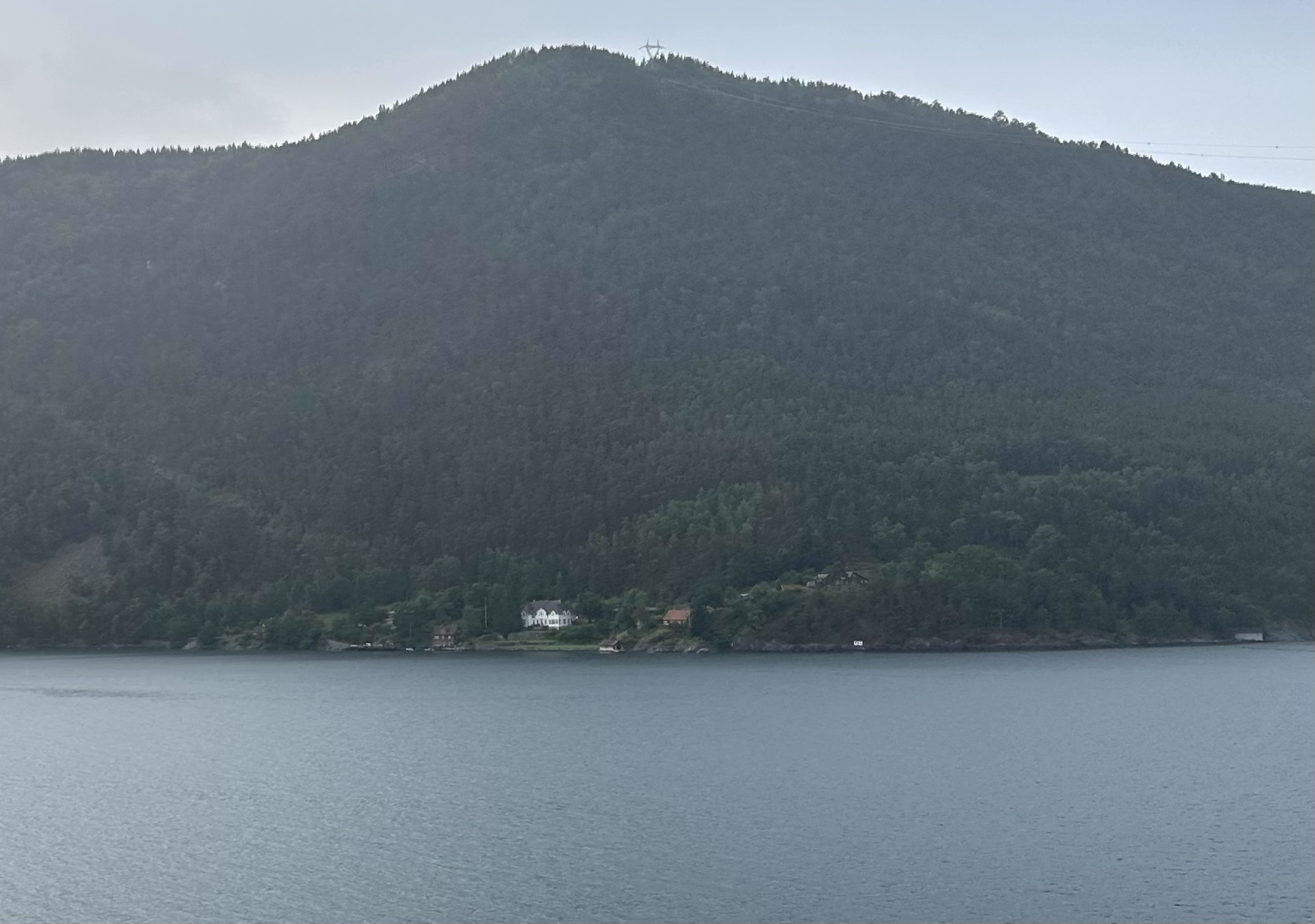
Frønningen, Blick von Norden, 2023

Frønningen ist ein Dorf am Sognefjord in der norwegischen Gemeinde Lærdal in der Provinz Vestland. Es hat acht Einwohner (Stand 2022).

## Lage
Frønningen liegt am Südufer des Sognefjords, in den etwas weiter westlich von Süden der Aurlandsfjord mündet. Südöstlich erhebt sich der 1717 Meter hohe Bleia. Frønningen ist nicht an das Straßennetz angeschlossen, sondern nur über eine Fährverbindung von Kaupanger aus zu erreichen. Im Sommer gehen täglich mehrere Fähren, im Winter dreimal in der Woche. Umgeben ist das Dorf von ausgedehnten Waldgebieten.
Zum Gut Frønningen gehören 6000 Hektar Land, darunter 5000 Hektar Wald.

## Geschichte
Die Bedeutung bzw. Herkunft des Namens Frønningen ist unbekannt. Es gibt Vermutungen, dass er so viel wie fruchtbare Erde bedeutet, wobei dies nicht gut zur Situation vor Ort passt. Eine andere Annahme leitet ihn von fråde, mit der Bedeutung von Schaum ab. Dies könnte ein Verweis auf einen in der Nähe befindlichen Wasserfall sein, der möglicherweise einmal Frønningr hieß.
Der Fund einer aus der Eisenzeit stammenden Axt belegt, dass bereits in vorhistorischer Zeit die Wälder des Bereichs zur Holzgewinnung genutzt wurden. Die frühesten Siedlungsbereiche befanden sich in höher gelegenen Gebieten landeinwärts, das Areal am Fjord selbst wurde erst etwas später besiedelt. Die ersten Bauernhöfe waren wohl Lagmannsås, Lagmannsvik und Indre Frønningen. Die Bezeichnung Lagman wird auf einen Juristen zurückgeführt. Er soll Ende des 12. Jahrhunderts von König Sverre hier angesiedelt worden sein. Im 13. und 14. Jahrhundert diente Frønningen als Adelshof des Kvålsætti-Clans in Sogn. Es wird angenommen, dass nach einem Ausbruch der Pest 1349/1350 der Ort menschenleer war.
Bereits aus dem 16. Jahrhundert bestehen urkundliche Erwähnungen, die Holzwirtschaft und Sägemühlen für Frønningen belegen. 1600 gehörten Teile von Frønningen der Familie Lem. 1651 erwarb der Dozent in Bergen, Magister Peder Nilssøn Lem, dessen Mutter schon ein benachbarter Bauernhof und ein Sägewerk gehörte, die übrigen Teile. Lem dehnte seinen Grundbesitz weiter aus. Es wurden weiterhin Holzwirtschaft und mit Wasserkraft angetriebene Sägewerke betrieben. Zeitweise bestanden sechs Sägewerke. Ein Damm und einige Steinwälle erinnern hieran.

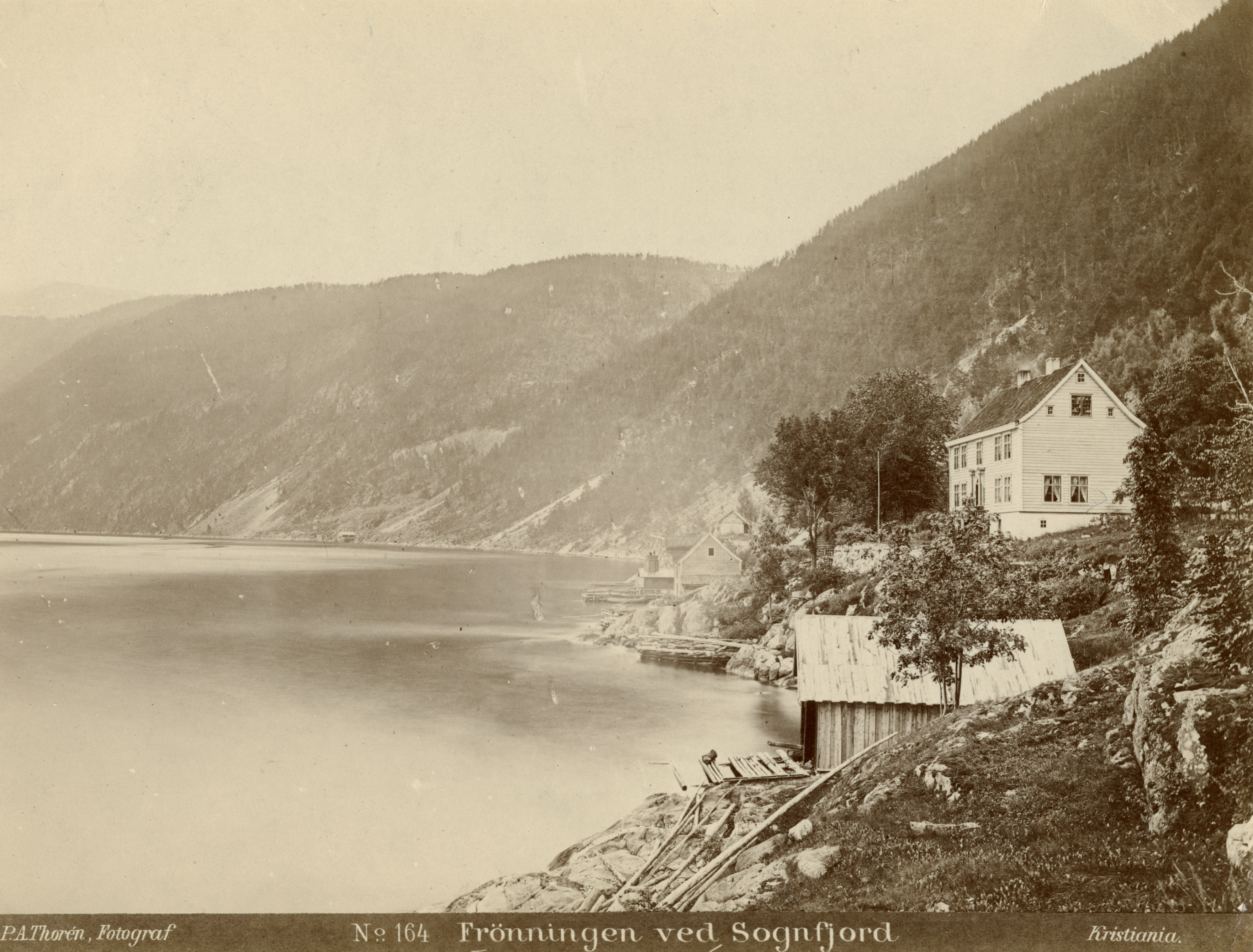
Vor 1909

Um 1740 zog Hans Sørensen Lem als Erster der Familie direkt nach Frønningen und errichtete hier das Hauptgebäude. Ab 1858 bestand ein vom Unternehmen Fylkesbaatane betriebener regelmäßiger Transport- und Postdienst, der nach Intervention des Grundbesitzers auch in Frønningen Station machte. Seitdem bestanden in Frønningen Post- und dann auch Telegrammdienstleistungen. Das entsprechende Büro befand sich noch bis 1965 im Haupthaus. Als letzter Eigentümer der Familie Lem starb Hans Lem 1869 kinderlos. Seine Schwester hatte Jan Rumohr in Rikheim geheiratet, der dann Frønnigen übernahm. Er errichtete 1885 ein modernes Sägewerk, das auch eine Zufahrtstraße hatte. Diese Säge ist erhalten und wird als Gamle Sagi (deutsch Alte Säge) bezeichnet.

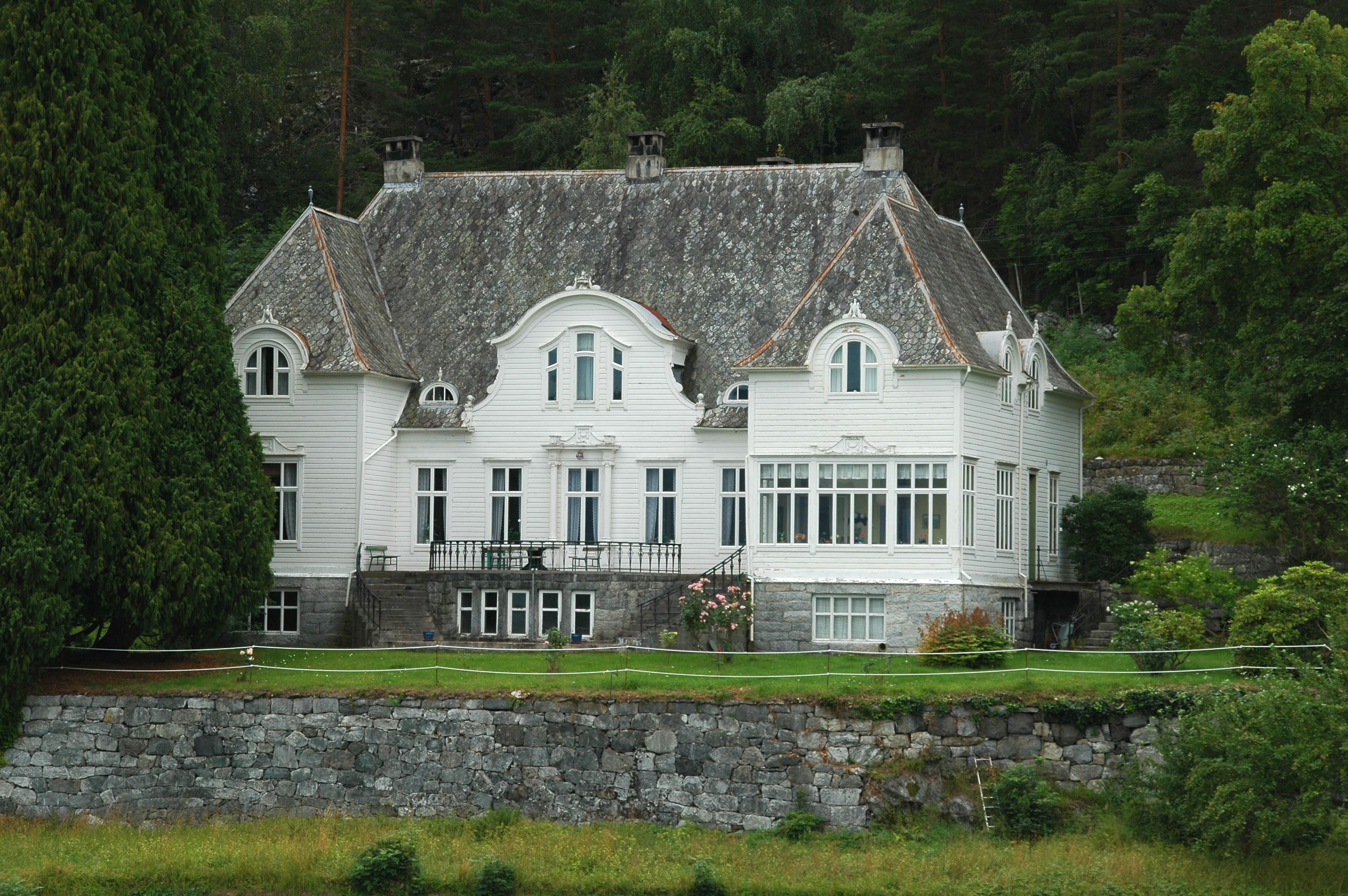
Haupthaus, 2010

Nach seinem Tod im Jahr 1890 führte sein Sohn Bjarnard das Anwesen weiter. Er verkaufte das alte Haupthaus, das nach Voll abtransportiert wurde. Es entstand im Jahr 1900, nach anderen Angaben 1901, ein neues eineinhalbgeschossiges, weißes Holzhaus, das in einer Mischung aus Jugendstil und Neoklassizismus gestaltet wurde.
Am Ende des Zweiten Weltkriegs hatte die Widerstandsgruppe Siskin in Frønningen ihre Basis und unterhielt hier ein Waffenlager.
Die Kinder der Familien Lem bzw. Rumohr wurden durch Privatlehrer unterrichtet. Die anderen Kinder des Orts gingen in Kvednhushaugen beim etwas weiter südlich gelegenen Nyborg zur Schule. 1961/62 entstand beim Bauernhof Stølen auf dem Hochplateau Flata eine neue Schule. Sie gehörte der Gemeinde Lærdal, wurde jedoch 2017 vom Urenkel Bjarnard Rumohrs, Vilhelm Rumohr, erworben.
1973 wurde ein Fähranleger errichtet. Die Einrichtungen der Holzwirtschaft waren allerdings nicht mehr profitabel zu betreiben und wurden geschlossen. Stattdessen nahm die Bedeutung des Tourismus zu. 1998 entstand ein Restaurant und ein Dorfladen am Hafen, die jedoch später wieder geschlossen wurden. Trotzdem gab es weiterhin touristische Aktivitäten und auch Angebote zur Jagd. Das Postbüro Frønningens wurde 2003 geschlossen. 2019 wurde im Dorf mit dem Anbau von Wein begonnen.
In den 2020er Jahren wurde das Haupthaus von Vilhelm Rumohr bewohnt. Die Einwohnerzahl des Dorfes ging nach Ende des Zweiten Weltkriegs zurück. 2020 lebten nur noch sieben Menschen dauerhaft in Frønningen, 2022 wieder acht.

## Bauwerke
Sowohl das Hauptgebäude der Familie Rumohr, als auch das westlich hiervon stehende ehemalige Atelier Knut Rumohrs. Rumohr hatte darüber hinaus historische Gebäude gesammelt, die er hierher umsetzen ließ. Auch diese gehören zum ausgewiesenen Denkmal.

## Persönlichkeiten
Der bekannte norwegische Maler Knut Rumohr (1916–2002) wuchs in Frønningen auf. In Anknüpfung an die künstlerische Tradition, werden Häuser im Ort zu bevorzugten Konditionen an Künstler vermietet. Der Pädagoge, Dichter und Komponist Johan Austbø (1879–1945) war Anfang des 20. Jahrhunderts Lehrer in Frønningen. Der norwegische Widerstandskämpfer Reidar Engevik (1925–1997) war im Zweiten Weltkrieg an Waffentransporten nach Frønningen beteiligt.